# Bruine elzensteltmot
De bruine elzensteltmot (Caloptilia elongella) is een vlinder uit de familie van de mineermotten (Gracillariidae). De wetenschappelijke naam is, als Phalaena (Tinea) elongella,  gepubliceerd in 1761 door Linnaeus. In dezelfde publicatie waarin Linnaeus deze naam publiceerde, noemde hij ook Phalaena (Tinea) punctella. Hij merkte daarbij op dat die nogal op de vorige soort (Phaleana elongella) leek. In 1848 bepaalde Johan Martin Jakob von Tengström dat de twee namen inderdaad synoniemen zijn voor dezelfde soort, waarbij hij punctella als een variëteit beschouwde.
De soort komt voor in Europa, oostelijk van Oost-Rusland.

## Synoniemen
- Phalaena punctella Linnaeus, 1761
- Gracillaria bruneorubella Bruand, 1851
- Ypsolophus elongatus Fabricius, 1798
- Gracilaria inconstans Stainton, 1851
- Tinea signipennella Hübner, 1796
- Gracillaria signipennis Haworth, 1828
- Gracilaria stramineella Stainton, 1851